# مرقس الأفسسي
مرقس الأفسسي أو مرقس يوجينيكوس (باليونانية: Μάρκος ο Ευγενικός) هو لاهوتي متصوف عاش في أواخر فترة الإمبراطورية البيزنطية.

## التاريخ
اشتهر مرقس برفضه لمجمع فلورنسا. لكونه راهبا في القسطنطينية، كان مرقس مرنما غزير الإنتاج. وكعالم وباحث، كان له دور فعال في التحضير للمجمع، وكونه يشغل مطران أفسس ومندوبا لبطريركية الإسكندرية، كان أحد أهم الأصوات في سينودس الروم. وصار مرقس معروفا بمواقفه واعتبر زعيم المعارضة الأرثوذكسية للشركة مع الكاثوليك في فلورنسا، وبالتالي ذاع خبره كمدافع عن الكنيسة الأرثوذكسية الشرقية وعمودا لها. توفي عام 1444 بعد أسبوعين من إصابته بمرض في أمعائه.

## وصلات خارجية
- طروباريتان للقديس مرقس الأفسسي
- طروبارية القديس مرقس الأفسسي